# Raphaël Gagné
Raphaël Gagné (Quebec, 16 de julio de 1987) es un deportista canadiense que compitió en ciclismo de montaña en la disciplina de campo a través. Ganó dos medallas en el Campeonato Mundial de Ciclismo de Montaña, oro en 2004 y 2009.

## Palmarés internacional
| Campeonato Mundial | Campeonato Mundial   | Campeonato Mundial | Campeonato Mundial         |
| Año                | Lugar                | Medalla            | Competición                |
| ------------------ | -------------------- | ------------------ | -------------------------- |
| 2004               | Les Gets (Francia)   | Medalla de oro     | Campo a través por relevos |
| 2009               | Camberra (Australia) | Medalla de plata   | Campo a través por relevos |